# Убитые дороги
«Убитые дороги» — общественное движение автомобилистов, выступающее за качественные дороги и дорожную безопасность. Создано в городе Пскове в 2008-м году в социальной сети ВКонтакте для организации протестных акций. В 2011-м году стали участниками Общероссийского народного фронта. В декабре 2012 года сообщество получило юридическую регистрацию . В феврале 2017 года положили старт проекта «Дорожная инспекция ОНФ/Карта убитых дорог». Данный проект направлен на участие граждан в формировании дорожной политики в регионах и улучшении качества дорог. Главные задачи – ремонт дорог с учетом мнения граждан и устранение дорожных дефектов, влияющих на аварийность. Актуальность проекта обусловлена недовольством граждан неудовлетворительным состоянием дорог, высоким уровнем аварийности на дорогах, а также невозможностью для автомобилистов оперативно сообщить о дефектах и необходимости их устранения. При планировании дорожных работ органы власти зачастую не учитывают мнение граждан, в результате в планы ремонта попадают те дороги, которые считают нужным отремонтировать чиновники, а не общественность. 
Приоритетными направлениями деятельности движения «Убитые дороги» являются контроль качества строительства, ремонта и содержания дорог, в том числе контроль прозрачного и открытого распределения выделяющихся на дорожные работы финансовых средств, обеспечение безопасности дорожного движения и повышение культуры вождения.